# Greg Smith (paralímpico)
Gregory Stephen Smith (Ballarat, 19 de agosto de 1967) es un exatleta y un jugador de rugby en silla de ruedas australiano. Un accidente de coche lo dejó tetrapléjico a los diecinueve y poco después de completar su rehabilitación comenzó a practicar el atletismo en silla de ruedas.
En 1992 participó en los Juegos Paralímpicos celebrados en Barcelona, donde disputó seis de las pruebas de atletismo y obtuvo tres medallas: una de plata y una bronce junto con Fabian Blattman, Alan Dufty y Vincenzo Vallelonga en los relevos de cien y cuatrocientos metros para TW1 y TW2, respectivamente, y otra de bronce en la maratón para TW2. Cuatro años después, en los Juegos de Atlanta, participó en cuatro pruebas y consiguió una medalla de plata en la clase T51 de los cinco mil metros. En las paralimpiadas de Sídney 2000 disputó otras cuatro pruebas y se hizo con las medallas de oro de los ochocientos, mil quinientos y cinco mil metros para T52.
Se retiró del atletismo en 2002 y, tras dos años de descanso, comenzó a practicar el rugby en silla. Formó parte de los equipos que el Comité Paralímpico Australiano envió a los Juegos de Pekín y Londres en 2008 y 2012 y en los que ganó las medallas de plata y oro, respectivamente.